# Burbach (Banfe)
Der Burbach ist ein Bach im Stadtgebiet von Bad Laasphe im nordrhein-westfälischen Kreis Siegen-Wittgenstein. Nach 13⁄4 km langem Lauf nach insgesamt Nordosten mündet zwischen dem Forthaus Berg und dem Einzelanwesen Heidebach der Stadt von links in die obere Banfe.

## Geographie

### Verlauf
Der Burbach entsteht auf etwa 540 m ü. NHN im Wald am Abhang des Laykopfes (660,7 m ü. NHN) etwa 0,6 km ostsüdöstlich der Bergkuppe. Er fließt anfangs südwärts, schlägt aber auf dem ersten Kilometer seines Laufes eine Linkskurve, in deren Verlauf er im Bereich des südlichen Wendepunktes eine kleine Waldwiese durchläuft, um dann an ihrem Ende westlich unter dem Burgberg 558,5 m ü. NHN aus erreichter nördlicher auf nordöstliche Laufrichtung zu schwenken.
Sobald er diese erreicht hat, setzt die schmale Auenwiese des Untertals ein, in dem er nach etwa 300 Metern einige kleine Fischteiche links am Lauf passiert. Auf den folgenden 200 Metern tritt er ins Flusstal über, unterquert die Banfetalstraße L 718 und fließt gleich jenseits von dieser auf etwa 395 m ü. NHN von links in die obere Banfe ein, die nur 600 Meter weiter aufwärts aus dem Zusammenfluss von linkem Fischelbach und rechtem Hesselbach entsteht und in der Folge am Einzelanwesen Heidebach vorbei in Richtung des Dorfes Banfe weiterläuft.

### Einzugsgebiet
Der Burbach hat ein 1,1 km² großes Einzugsgebiet, das im Rothaargebirge liegt, politisch zur Stadt Bad Laasphe gehört,  keinen Siedlungsplatz umfasst und zu neun Zehnteln mit Wald bewachsen ist. 
Der höchste Punkt liegt an der Westspitze auf dem 660,7 m ü. NHN hohen Laykopf. Im Norden konkurriert der kürzere Heidenbach, der weiter abwärts in die Banfe mündet, im Süden, zuletzt Südosten hinter dem 558,5 m ü. NHN hohen Burgberg, der längere Godelsbach, der den linken Banfe-Oberlauf Fischelbach speist.